# Maître de Rohan
Ne doit pas être confondu avec Maître de François de Rohan.
Le Maître de Rohan appelé aussi Maître des Grandes Heures de Rohan est un maître anonyme peintre de miniatures et chef d'atelier anonyme actif entre 1410 et 1435 à Troyes, Paris puis en Anjou. Il doit son nom aux enluminures qu'il a réalisées et dirigées pour un livre d'heures appelé Les Grandes Heures de Rohan, conservé à la Bibliothèque nationale de France (Lat. 9471).

## Éléments biographiques
Ses origines restent obscures, il est peut-être d'origine méridionale, ou plus précisément espagnole, ou à l'inverse, des Pays-Bas du nord. Il est actif avec son atelier dans un premier temps à Troyes, un des rares centres d'enluminures actifs alors en France en dehors de Paris. Il pratique ensuite son art à Paris, dans l'entourage des Maîtres de Bedford et de Boucicaut. À partir de 1420, alors que Paris est occupé par les Anglais, il entre apparemment au service exclusif de la maison d'Anjou et réalise pour elle plusieurs manuscrits. C'est particulièrement Yolande d'Aragon qui est sans doute à l'origine de ces commandes. Le plus connu est celui qui a donné son nom au maître, Les Grandes Heures de Rohan, qui doit son nom aux armes de la famille qui furent rajoutées a posteriori. Il est commandé au début des années 1430 en prévision du mariage de Charles, comte du Maine, et une fille d'Alain IX de Rohan, qui n'eut finalement jamais lieu car les blasons des Rohan n'y sont pas des repeints,.
Le premier commanditaire connu du peintre est la duchesse Yolande d'Aragon ou son époux Louis II d'Anjou, parents du roi René d'Anjou, qui lui commandent un livre d'heures vers 1416. Ultérieurement modifié par leur fils, il est connu sous le nom des Heures du roi René ou Heures d'Anjou.
Longtemps considéré comme à la tête d'un atelier prolifique, son œuvre a été réinterprétée après avoir distingué plusieurs collaborateurs, à tel point qu'on a parlé de « Maîtres de Rohan ». Un artiste a particulièrement été repéré et appelé Maître de Giac. On lui a attribué la plupart des livres d'heures les plus anciens, ainsi qu'une participation au Grandes Heures de Rohan. Il pourrait même s'agir du père et formateur du Maître de Rohan lui-même.
Albert Châtelet propose de l'identifier avec Jean Hermant, officier de Jean de Berry de 1398 à 1416, qui s'installe ensuite comme libraire près de l'actuel boulevard Saint-Michel et fidèle de Jean Sans Peur mais cette hypothèse n'a pas suscité l'adhésion.

## Œuvres attribuées

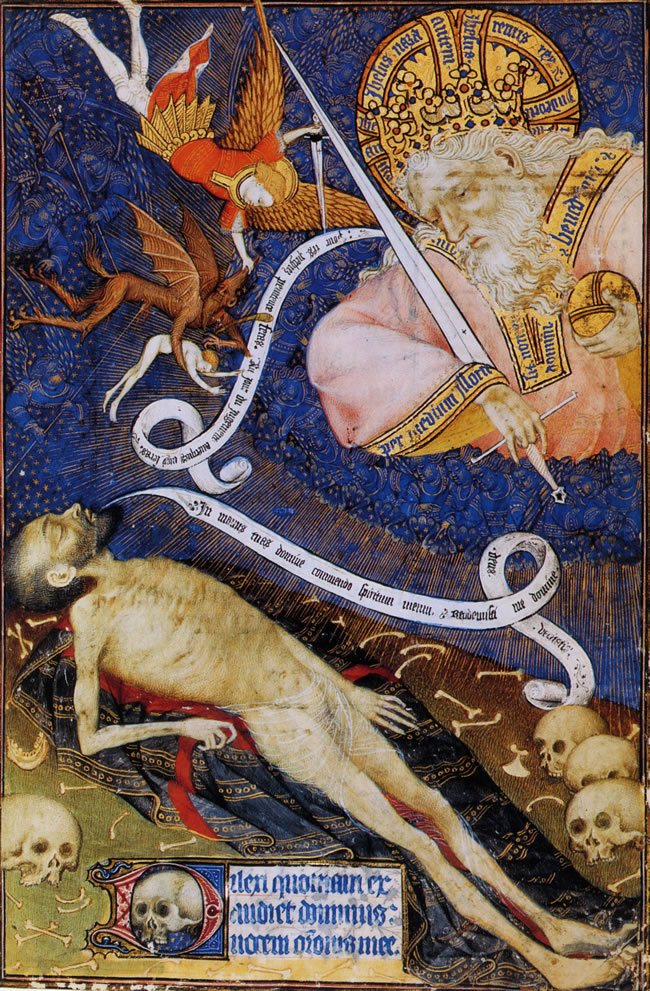
La Mort devant son jugement, miniature extraite des Grandes Heures de Rohan, BNF, lat.9471

### Manuscrits enluminés
- Heures à l'usage de Troyes, vers 1410, musée Condé, Chantilly, ms.67
- Heures à l'usage de Troyes, vers 1410, British Library, Londres, Harley 2934[7]
- De Casibus ou Des cas des nobles hommes et femmes, manuscrit de Boccace (trad. Laurent de Premierfait), attribué à l'atelier (pour les f.14v à 140v), en collaboration avec le Maître de Bedford (f. 1-8, 12v, 143-274) et le Maître de la Cité des dames (f.8v-11v), vers 1415-avant 1425, BnF, Fr.226
- Heures de René d'Anjou, peint à Angers avant 1435 par le maître pour quelques miniatures (Portrait de Louis II, L'homme de douleur, Vierge à l'Enfant) en collaboration avec le Maître de Giac, avec des ajouts à Dijon jusqu'en 1437, BNF, Lat.1156A[8]
- Heures de Buz, Hougton Library, Cambridge (MA), ms. Richardson 42.
- Heures à l'usage d'Angers de l'ancienne collection Martin Leroy, coll. part.
- Heures dites d'Isabelle Stuart, vers 1417 ou 1431, en collaboration avec le Maître de Giac, Fitzwilliam Museum, Cambridge, ms. 62[9]
- Grandes Heures de Rohan, vers 1430, en collaboration avec le Maître de Giac, BnF, Ms. Lat. 9471
- Un folio isolé représentant Joachim au Temple, Musée J. Paul Getty, Los Angeles

### Autres peintures
Ces attributions réalisées par Albert Châtelet ont depuis été remises en cause.
- Retable du chanoine Pierre de Wissant, Musée de Laon[10].
- Danse macabre du cimetière des Innocents à Paris[11]